# NOD2
NOD2 (nucleotide-binding oligomerization domain containing 2) znane także jako CARD15 (caspase recruitment domain family, member 15) – białko odgrywające rolę w regulacji układu odpornościowego. Należy do wewnątrzkomórkowych receptorów rozpoznających wzorce. Jest położony na chromosomie 16.
Mutacje w genie NOD2 wiązane są z zespołem Blaua, a także z predyspozycją do zachorowań na nieswoiste zapalenia jelit.